# Ранспак-ле-Ба
Ранспак-ле-Ба (фр. Ranspach-le-Bas) — коммуна на северо-востоке Франции в регионе Гранд-Эст (бывший Эльзас — Шампань — Арденны — Лотарингия), департамент Верхний Рейн, округ Мюлуз, кантон Сен-Луи. До марта 2015 года коммуна административно входила в состав упразднённого кантона Юненг (округ Мюлуз).
Площадь коммуны — 4,43 км², население — 658 человек (2006) с тенденцией к росту: 680 человек (2012), плотность населения — 153,5 чел/км².

## Население
Численность населения коммуны в 2011 году составляла 681 человек, а в 2012 году — 680 человек.
| 1962 | 1968 | 1975 | 1982 | 1990 | 1999 | 2005 | 2006 | 2008 | 2010 | 2011 | 2012 |
| ---- | ---- | ---- | ---- | ---- | ---- | ---- | ---- | ---- | ---- | ---- | ---- |
| 483  | 450  | 551  | 577  | 596  | 614  | 660  | 658  | 657  | 673  | 681  | 680  |

Динамика населения:

## Экономика
В 2010 году из 451 человек трудоспособного возраста (от 15 до 64 лет) 354 были экономически активными, 97 — неактивными (показатель активности 78,5 %, в 1999 году — 70,4 %). Из 354 активных трудоспособных жителей работали 335 человек (176 мужчин и 159 женщин), 19 числились безработными (9 мужчин и 10 женщин). Среди 97 трудоспособных неактивных граждан 24 были учениками либо студентами, 37 — пенсионерами, а ещё 36 — были неактивны в силу других причин.
На протяжении 2011 года в коммуне числилось 286 облагаемых налогом домохозяйств, в которых проживало 672 человека. При этом медиана доходов составила 33165 евро на одного налогоплательщика.

## Достопримечательности (фотогалерея)

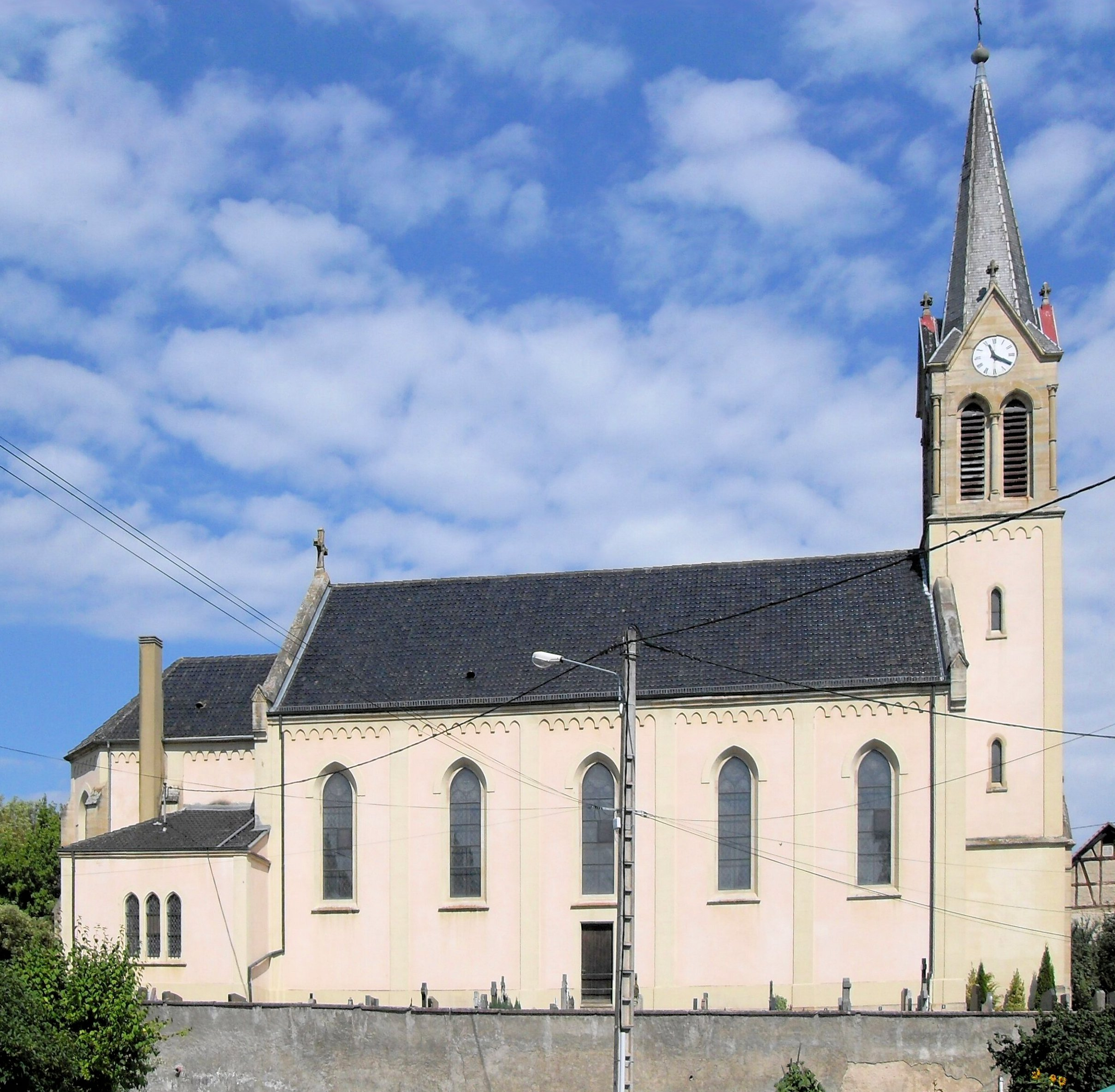
Церковь
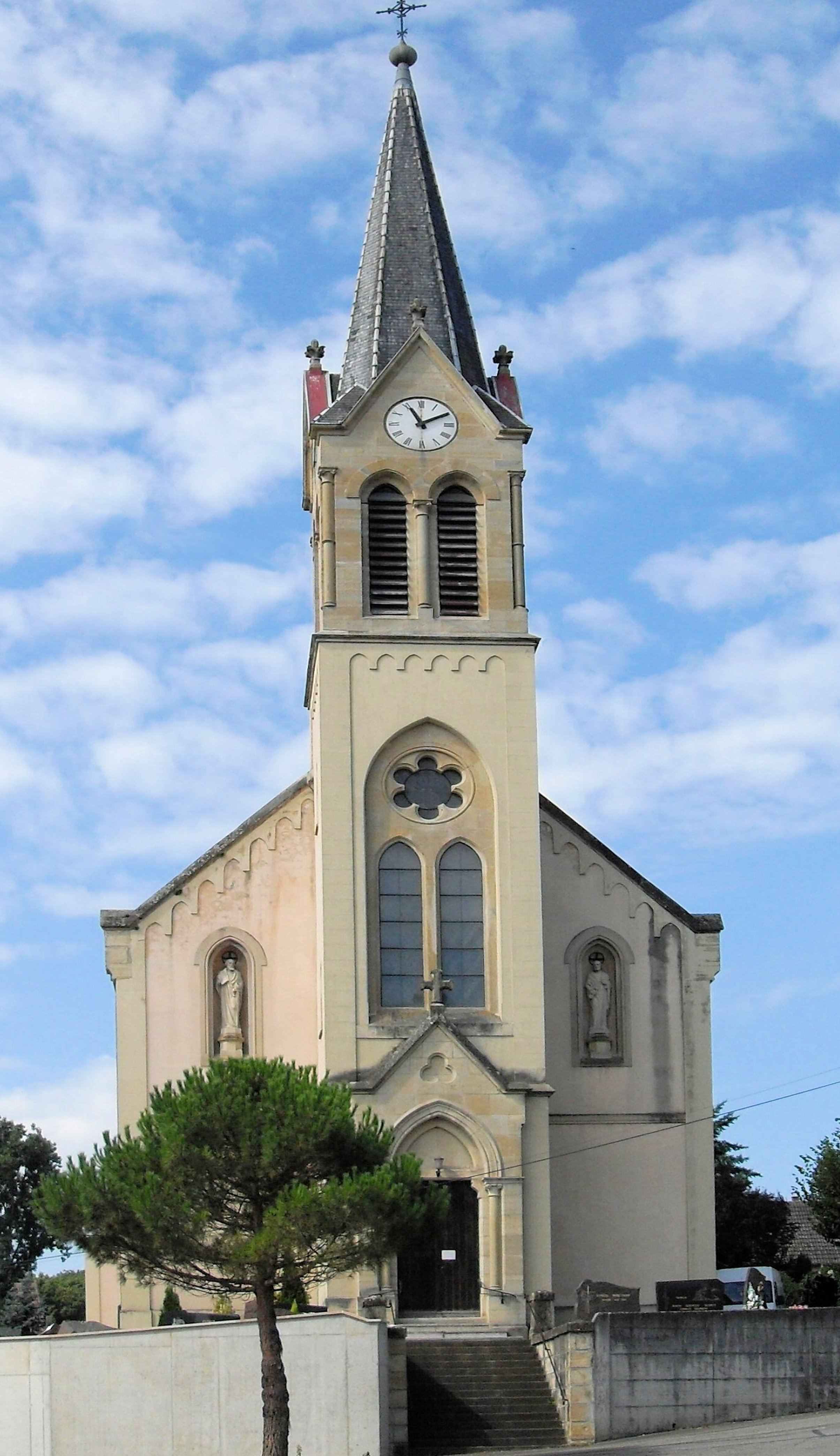
Колокольня